# 楊隆吉
楊隆吉，兒童文學作家，台東大學兒童文學研究所碩士，網路「達拉米電子報」主編。民國九十四年(2005年)，獲選「九歌年度童話獎」，作品連續12年被收入九歌年度童話選。

## 外部連結
- 個人部落格